# L'uomo per me (programma televisivo)
L'uomo per me (Playing It Straight) fu un programma televisivo reality show prodotto a partire dal 2004, inizialmente negli Stati Uniti e successivamente in Australia e nel Regno Unito.
Protagonista di ciascuna edizione del programma era una donna che doveva trascorrere del tempo in un ranch con un ampio gruppo di uomini, nel tentativo di discernere chi di loro fosse gay o etero. Durante il programma la donna poteva avere degli incontri individuali con gli uomini, oltre ad impegnarsi in attività di gruppo con loro. Nel corso degli episodi lei doveva votare per eliminare gli uomini che riteneva fossero gay. In conclusione dello show, la donna doveva scegliere un uomo che riteneva fosse etero; se avesse indovinato l'uomo e la donna avrebbero diviso il premio in denaro, ma se l'uomo scelto fosse stato gay allora avrebbe ricevuto quest'ultimo l'intera vincita.
In Italia la versione statunitense del programma fu distribuita da FoxLife dal 29 agosto 2006.

## Fox
Lo spettacolo è stato trasmesso per la prima volta negli Stati Uniti su Fox Network ed è stato presentato per la prima volta il 12 marzo 2004. Il programma è stato ambientato in un ranch del Nevada e aveva come protagonista Jackie, una studentessa universitaria. Jackie passò il tempo con 14 uomini (alcuni gay, alcuni etero) con la possibilità di vincere un milione di dollari. Se Jackie avesse scelto un uomo etero, entrambi avrebbero diviso i soldi, ma se avesse scelto un uomo gay, quest'ultimo avrebbe vinto l'intero milione di dollari. Fox ha trasmesso solo tre episodi prima di ritirare lo spettacolo dalla propria messa in onda.

### I concorrenti
| Partecipanti | Risultato                        | Orientamento sessuale |
| ------------ | -------------------------------- | --------------------- |
| Gust         | Eliminato alla 1ª settimana      | Etero                 |
| Louis        | Eliminato alla 1ª settimana      | Etero                 |
| Alex         | Eliminato alla 2ª settimana      | Gay                   |
| Ryan         | Eliminato alla 2ª settimana      | Etero                 |
| Eddie        | Lascia lo show alla 3ª settimana | Gay                   |
| Chad         | Eliminato alla 3ª settimana      | Gay                   |
| John         | Eliminato alla 4ª settimana      | Gay                   |
| Lee          | Eliminato alla 4ª settimana      | Gay                   |
| Bradley      | Eliminato alla 5ª settimana      | Gay                   |
| Luciano      | Eliminato alla 5ª settimana      | Gay                   |
| Bill         | Eliminato alla 6ª settimana      | Gay                   |
| Chris        | Eliminato alla 8ª settimana      | Gay                   |
| Sharif       | Eliminato alla 8ª settimana      | Etero                 |
| Banks        | Vincitore                        | Etero                 |

Nel 2005, quasi un anno dopo la registrazione dello spettacolo, la Fox pubblicò un comunicato stampa che affermava che Jackie e Banks stavano ancora insieme. Dopo lo spettacolo, Jackie e Banks si sono frequentati per circa due anni. Per i primi otto mesi, hanno dovuto mantenere la loro relazione nascosta fino allo show. Banks è arrivato a dire agli amici che doveva lasciare lo show perché si era rotto un braccio, piuttosto che rivelare che aveva vinto.
Nel 2007, Fox Reality ha realizzato la serie abbinata alle interviste "Reality Revealed" dei partecipanti ad ogni pausa pubblicitaria.

## Seven Network (Australia)
Una versione australiana dello show fu trasmessa dalla Seven Network a partire dall'ottobre 2004 con Natalie Garonzi come conduttrice. Nonostante gran parte del clamore che lo circondava, lo share degli spettacoli nel tempo è diminuito portando lo show a slittare d'orario. Dopo che Rebecca ha eliminato Campbell (che era gay), allora Chad, Dane ed Evan sono stati lasciati per un round di non eliminazione prima di apparire nell'episodio finale. Rebecca ha scelto Chad (etero).
Lo show australiano è stato trasmesso anche negli Stati Uniti su FOX Reality. Rebecca e Chad hanno interrotto la loro relazione.

### I concorrenti
| Partecipanti | Risultato                              | Orientamento sessuale |
| ------------ | -------------------------------------- | --------------------- |
| Simon        | Eliminato alla 1ª settimana            | Etero                 |
| Sam          | Eliminato alla 1ª settimana            | Etero                 |
| John         | Eliminato alla 2ª settimana            | Gay                   |
| Glenn        | Uscito dallo show dopo la 2ª settimana | Gay                   |
| N/A          | Eliminato alla 3ª settimana            | N/A                   |
| N/A          | Eliminato alla 4ª settimana            | N/A                   |
| N/A          | Eliminato alla 4ª settimana            | N/A                   |
| Ben          | Eliminato alla 5ª settimana            | Etero                 |
| Dean         | Eliminato alla 5ª settimana            | Gay                   |
| Damon        | Eliminato alla 6ª settimana            | Etero                 |
| Campbell     | Eliminato alla 7ª settimana            | Gay                   |
| Evan         | Eliminato alla 8ª settimana            | Gay                   |
| Dane         | Eliminato alla 8ª settimana            | Gay                   |
| Chad         | Vincitore                              | Etero                 |

## Versione del Regno Unito

### Serie 1 (2005)
La prima versione inglese è iniziata l'8 aprile 2005, come parte della Twisted Dating Season. La serie è ambientata in un ranch messicano e Zoe Hardman passa il tempo con 12 uomini. Dieci uomini hanno iniziato lo spettacolo e altri due, Lee e Marco, sono stati aggiunti nella settimana 3 - è stato rivelato quando sono arrivati che uno era gay e uno era etero. Il montepremi è stato di £ 100.000 e lo spettacolo è stato presentato da June Sarpong. La serie è stata ripetuta sul canale gemello di Channel 4, 4Music.

#### I concorrenti
Ragazza: Zoe Hardman
| Partecipanti | Risultato                   | Orientamento sessuale |
| ------------ | --------------------------- | --------------------- |
| Raphael      | Eliminato alla 1ª settimana | Etero                 |
| Pritesh      | Eliminato alla 1ª settimana | Etero                 |
| Demetrius    | Eliminato alla 2ª settimana | Gay                   |
| George       | Eliminato alla 2ª settimana | Etero                 |
| Lee          | Eliminato alla 3ª settimana | Gay                   |
| Peter        | Eliminato alla 3ª settimana | Gay                   |
| Jonny        | Eliminato alla 4ª settimana | Gay                   |
| Alex         | Eliminato alla 5ª settimana | Gay                   |
| Daniel K.    | Eliminato alla 5ª settimana | Etero                 |
| Marco        | Eliminato alla 6ª settimana | Etero                 |
| Danny B.     | Eliminato alla 6ª settimana | Etero                 |
| Ben          | Vincitore                   | Gay                   |

### Serie 2 (2012)
Nell'ottobre 2011 è stato annunciato che Channel 4 aveva ordinato una seconda serie completa. Questa volta la location era in Spagna e la nuova serie è stata ospitata dal presentatore T4 Jameela Jamil. Il montepremi è stato ridotto del 50% a £ 50.000 (£ 25.000 ciascuno). La seconda serie ha fatto il suo debutto il 9 gennaio 2012 alle 21:00 su E4. La serie fu ambientata in una hacienda spagnola - Hacienda de los Hombres. La serie è stata trasmessa anche sul canale adolescente di Channel 4, T4 (il sabato).

#### I concorrenti
Ragazza: Cara
| Partecipanti | Risultato                           | Orientamento sessuale |
| ------------ | ----------------------------------- | --------------------- |
| Fletcher     | Uscito dallo show dopo 1ª settimana | Etero                 |
| Filippo      | Eliminato alla 1ª settimana         | Etero                 |
| Kyle         | Eliminato alla 1ª settimana         | Gay                   |
| Leroy        | Eliminato alla 2ª settimana         | Gay                   |
| Andrei       | Eliminato alla 3ª settimana         | Etero                 |
| David        | Eliminato alla 4ª settimana         | Gay                   |
| Mitch        | Eliminato alla 5ª settimana         | Gay                   |
| Levi         | Eliminato alla 6ª settimana         | Etero                 |
| Jordan       | Eliminato alla 7ª settimana         | Etero                 |
| Ben          | Eliminato alla 7ª settimana         | Gay                   |
| Danny        | Eliminato alla 8ª settimana         | Gay                   |
| Sam          | Eliminato alla 8ª settimana         | Gay                   |
| Sven         | Eliminato alla 8ª settimana         | Gay                   |
| Dean         | Vincitore                           | Etero                 |

### Trasmissioni
| Stagione | data di inizio | fine             | episodi |
| -------- | -------------- | ---------------- | ------- |
| 1        | 8 aprile 2005  | 13 maggio 2005   | 6       |
| 2        | 9 gennaio 2012 | 27 febbraio 2012 | 8       |

## Herken De Homo (Paesi Bassi)
La versione originale della FOX è stata una sorpresa per la televisione olandese, spingendo RTL Nederland a creare la propria versione nel 2005.
In Herken De Homo (Find the Gay One), la 23enne Nathalie Biermanns è stata mandata in Messico. Doveva scegliere tra 14 uomini. Alla fine, rimase solo Marcel che risultò essere etero. Entrambi hanno vinto 50.000 euro ciascuno.